# Christoph Hemrich
Christoph Hemrich (* 29. Juni 1956 in Mainz; † 20. Mai 2012 in Köln) war ein deutscher Schauspieler.

## Leben
Christoph Hemrich wuchs in seiner Geburtsstadt Mainz auf, wo er Visuelle Kommunikation und Grafik-Design studierte. Seinen Zivildienst machte er in München. Seine Schauspielausbildung erhielt er ab 1979 am Max-Reinhardt-Seminar in Wien, wo er Schüler von Erni Mangold und Susi Nicoletti war, und während des Studiums am Schauspielhaus Wien spielte. In der Spielzeit 1980/81 übernahm er am Schauspielhaus Wien die Rolle des Gratiano in einer Othello-Inszenierung von Hans Gratzer mit Wilfried Baasner und Maria Bill in den Hauptrollen.
Seine Theaterlaufbahn begann er in der Spielzeit 1982/83 an den Städtischen Bühnen Osnabrück, wo er u. a. in Antigone von Sophokles auftrat. In der Spielzeit 1984/85 war er unter der Intendanz von Boy Gobert an den Staatlichen Schauspielbühnen Berlin engagiert und trat am Schillertheater in Die Jungfrau von Orleans auf. 1987 gastierte er bei den Kreuzgangspielen Feuchtwangen. Ab der Spielzeit 1987/88 folgte für zwei Spielzeiten ein Engagement am Schauspiel Hannover während der Intendanz von Alexander May. In der Spielzeit 1989/90 war Hemrich als Gast am Theater Hagen verpflichtet. Dort übernahm er in Wer hat Angst vor Virginia Woolf? die Rolle des jungen Biologieprofessors Nick. 1990/91 war er mit dem Tourneetheater Greve auf Deutschland-Tournee. 1991–1994 war er bei Heinz Engels am Deutschen Theater Göttingen verpflichtet. In der Spielzeit 1991/92 wirkte er dort neben Theresa Berlage in einer Neuinszenierung des Schauspiels König Ubu von Alfred Jarry (Inszenierung: Dietrich W. Hübsch) mit. In der Spielzeit 1993/94 gastierte er am Schauspielhaus Graz als Jeroniumus von Schroffenstein in Heinrich von Kleists Schauspiel Die Familie Schroffenstein (Regie: Lutz Graf). Ab 1994 arbeitete er als freier Schauspieler an verschiedenen Theatern (Staatstheater Darmstadt, Millowitsch-Theater in Köln) und für zahlreiche TV-Produktionen.
TV-Bekanntheit erlangte er insbesondere mit der Hauptrolle des Hamburger Feuerwehrmanns und Brandinspektors Theo Grabowski in der RTL-Serie Die Feuerengel (1997), die nach 13 Folgen eingestellt wurde. In der 7. und 8. Staffel der RTL-Serie Hinter Gittern – Der Frauenknast war er der Ehemann der Hauptfigur Simone Bach, an der Seite von Susanne Schlenzig und Alexander Kasprik, die dort seine Familie spielten. Zudem war er als Beamter Westermann in der Krimireihe Der Solist (2002) und einigen anderen Film- und Fernsehproduktionen zu sehen. In der ZDF-Produktion Bianca – Wege zum Glück (2005) übernahm er eine durchgehende Serienrolle als Kriminalkommissar Weber. Für das ZDF stand er außerdem in den TV-Reihen Rosa Roth (2005) und Inga Lindström (2006) vor der Kamera. In dem TV-Zweiteiler Schuld und Unschuld (2007) spielte er unter der Regie von Marcus O. Rosenmüller.
2007 nahm er seine Arbeit am Theater wieder auf und spielte am Renaissance-Theater in Berlin gemeinsam mit Jürgen Heinrich, Markus Gertken, Joana Schümer, Christina Athenstädt, Elisabeth Baulitz, Nikolaus Gröbe, Friedrich Mücke und Debora Weigert in der deutschsprachigen Erstaufführung des Theaterstücks ROCK’N’ROLL von Tom Stoppard. 2008 gastierte er an der Seite von Jacques Breuer, Sabine Wolf und Viola Wedekind am Contra-Kreis-Theater in Bonn in der Boulevardkomödie Eine provenzalische Nacht.
Er starb am 20. Mai 2012 im Alter von 55 Jahren und wurde am 27. Juni 2012 in der Nordsee bei Zandvoort im Rahmen einer Seebestattung beigesetzt.

## Filmografie
- 1994: Die Stadtklinik (Fernsehserie, 2 Folgen)
- 1995: De Partizanen (Fernsehserie, 3 Folgen)
- 1995: Schwarz greift ein (Fernsehserie, Folge Ma Beckers Erbe)
- 1995: Balko (Fernsehserie, Folge Sterne lügen nicht)
- 1995: Jede Menge Leben (Fernsehserie, 7 Folgen)
- 1996: Kommissar Klefisch (Fernsehserie, Folge Vorbei ist vorbei)
- 1996: SK-Babies (Fernsehserie, Folge Mörderischer Ehrgeiz)
- 1996: Wolkenstein (Fernsehserie, Folge Alles auf Sieg)
- 1997: Die Feuerengel (Fernsehserie, 13 Folgen)
- 1998: Ein Fall für zwei (Fernsehserie, Folge Schlechte Karten)
- 1998: Der Clown (Fernsehserie, Folge Tödliche Begegnung)
- 1999: Unser Charly (Fernsehserie, Folge  Heimlichkeiten)
- 1999: Die Kommissarin (Fernsehserie, Folge Heiße Liebe)
- 2000: Im Namen des Gesetzes (Fernsehserie, Folge Hotgirl)
- 2000–2001: Die Motorrad-Cops (Fernsehserie, 2 Folgen, verschiedene Rollen)
- 2001: SK Kölsch (Fernsehserie, Folge Funkenmariechen ist tot)
- 2001: Hinter Gittern – Der Frauenknast (Fernsehserie, 11 Folgen)
- 2001: Für alle Fälle Stefanie (Fernsehserie, Folge Gekauftes Glück)
- 2002: Der Solist – Kuriertag (Fernsehreihe)
- 2002: Der Solist – In eigener Sache (Fernsehreihe)
- 2002: Dienstreise – Was für eine Nacht (Fernsehfilm)
- 2003: Denninger – Der Mallorca-Krimi (Fernsehserie, Folge Doppeltes Spiel)
- 2004: Bloch: Ein Fleck auf der Haut (Fernsehreihe)
- 2004: Bloch: Schwestern (Fernsehreihe)
- 2004: Dornröschens leiser Tod (Fernsehfilm)
- 2004: Bewegte Männer (Fernsehserie, Folge Sexoholics)
- 2004: SOKO Wismar (Fernsehserie, Folge Doppelvierer)
- 2005: Rosa Roth – Flucht nach vorn (Fernsehreihe)
- 2005: Bianca – Wege zum Glück (Fernsehserie, 22 Folgen)
- 2005: SOKO Kitzbühel (Fernsehserie, Folge Feindliche Übernahme)
- 2006: SK Kölsch (Fernsehserie, Folge Falks Fall)
- 2006: Inga Lindström: Die Frau am Leuchtturm (Fernsehreihe)
- 2007: Schuld und Unschuld (Fernsehfilm)
- 2007: Die Familienanwältin (Fernsehserie, Folge Böses Blut)
- 2008: Im Namen des Gesetzes (Fernsehserie, Folge Spurensuche)
- 2009: Notruf Hafenkante (Fernsehserie, Folge Das Herz eines Boxers)
- 2009: Alarm für Cobra 11 – Die Autobahnpolizei (Fernsehserie, Folge Bruderliebe)
- 2009: Notruf Hafenkante (Fernsehserie, Folge Knock out)
- 2009: Résiste – Aufstand der Praktikanten (Kinofilm)
- 2010: Da kommt Kalle (Fernsehserie, Folge Chaos in der Gartenkolonie)